# Geogrelha

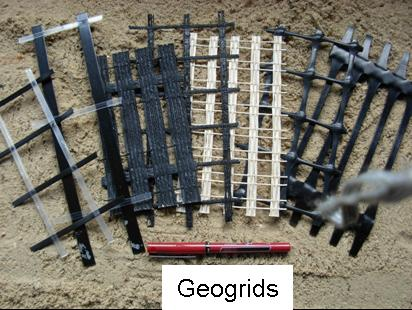

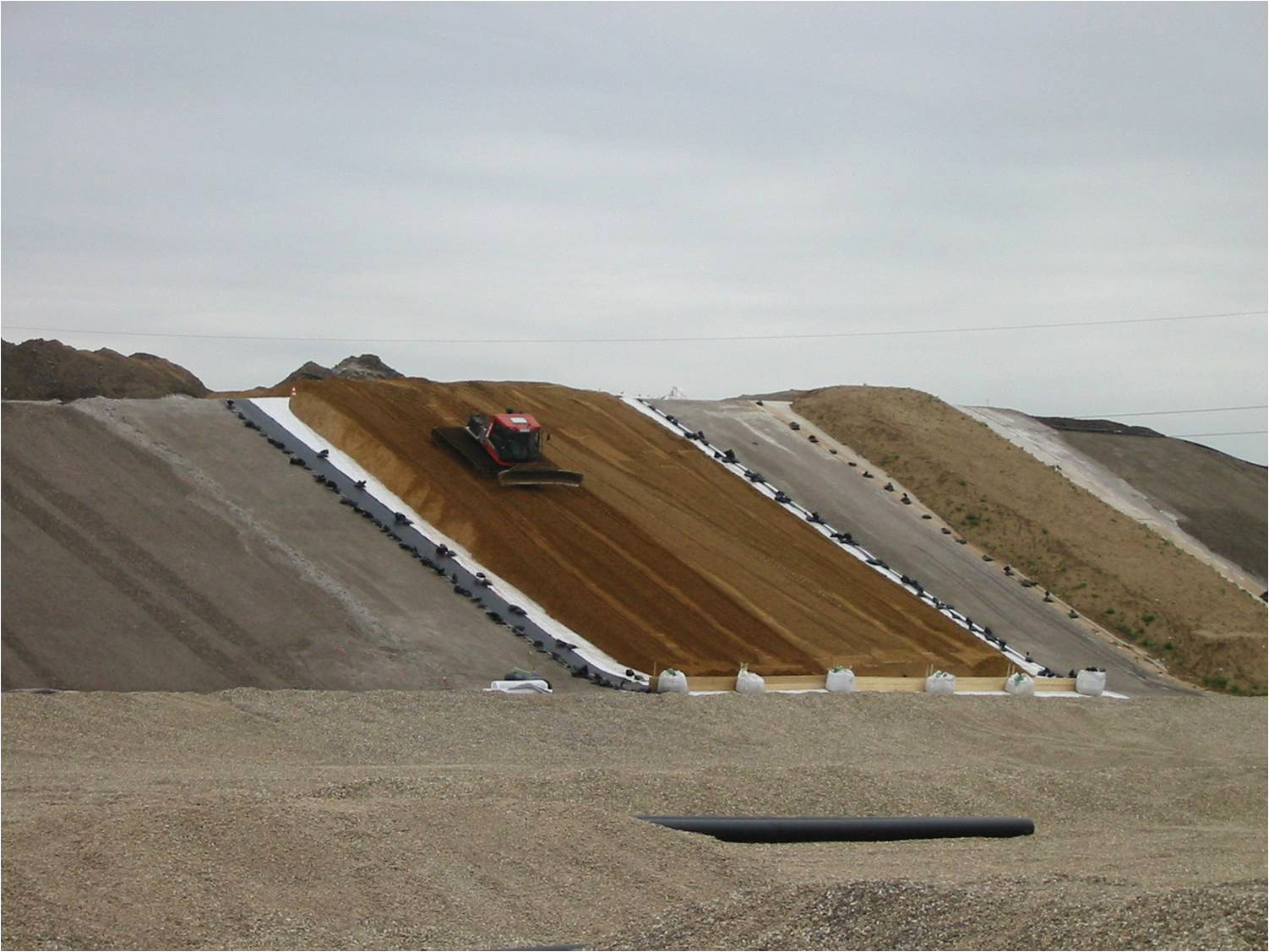
Geogrelhas são usadas para prevenir deslizamentos em encostas longas e íngremes durante a instalação e uso de um sistema de cobertura de aterro.

Uma geogrelha é um material geossintético utilizado para reforçar solos e materiais similares. Os solos tendem a se desfazer sob tensão. Em comparação com o solo, as geogrelhas possuem alta resistência à tração, o que lhes permite distribuir forças por uma área maior de solo do que seria possível de outra forma.
As geogrelhas são geralmente fabricadas com materiais poliméricos, como poliéster, álcool polivinílico, polietileno ou polipropileno. Elas podem ser tecidas ou tricotadas a partir de fios, soldadas a quente a partir de tiras de material ou produzidas por meio da perfuração de um padrão regular de furos em folhas de material, que são posteriormente esticadas para formar uma grade.
O desenvolvimento de métodos para preparar materiais poliméricos relativamente rígidos por estiramento sob tração, em um processo semelhante ao "trabalho a frio [en]," abriu a possibilidade de usar esses materiais no reforço de solos para muros, encostas íngremes [en], bases de estradas [en] e fundações de solos. A função principal das geogrelhas é o reforço. Esse campo, assim como outros geossintéticos, é muito dinâmico, com uma variedade de produtos, materiais e configurações compondo o mercado atual de geogrelhas. Uma característica essencial de todas as geogrelhas é que as aberturas entre os conjuntos adjacentes de nervuras longitudinais e transversais, chamadas de "aberturas", são grandes o suficiente para permitir a passagem do solo de um lado da geogrelha para o outro. As nervuras de algumas geogrelhas são frequentemente bastante rígidas em comparação com as fibras de geotêxteis. Não apenas a resistência das nervuras é importante, mas também a resistência das junções, isso ocorre porque, em situações de ancoragem, o solo que passa pelas aberturas pressiona as nervuras transversais, transmitindo a carga às nervuras longitudinais por meio das junções. As junções, naturalmente, são os pontos onde as nervuras longitudinais e transversais se encontram e se conectam, sendo às vezes chamadas de "nós".
Atualmente, existem três categorias de geogrelhas. A primeira, e original, categoria de geogrelhas (chamadas de unitizadas ou homogêneas, ou mais comumente conhecidas como "geogrelhas perfuradas e esticadas") foi inventada pelo Dr. Frank Brian Mercer [en] no Reino Unido, na empresa Netlon, Ltd., e foi introduzida na América do Norte em 1982 pela Tensar Corporation. Uma conferência em 1984 ajudou a apresentar as geogrelhas à comunidade de engenharia de projetos. Um tipo similar de geogrelha esticada, originado na Itália pela Tenax, também está disponível, assim como produtos de novos fabricantes na Ásia.
A segunda categoria de geogrelhas é mais flexível e semelhante a tecidos, utilizando feixes de fibras de poliéster revestidas com polietileno como componente de reforço. Elas foram desenvolvidas pela ICI Linear Composites LTD no Reino Unido por volta de 1980. Isso levou ao desenvolvimento de geogrelhas de fios de poliéster fabricadas em máquinas de tecelagem têxtil. Nesse processo, centenas de fibras contínuas são agrupadas para formar fios, que são tecidos em nervuras longitudinais e transversais com grandes espaços abertos entre elas. As interseções são unidas por tricô ou entrelaçamento antes que toda a unidade receba um revestimento protetor. Betume, látex ou PVC são os materiais de revestimento mais comuns. Geossintéticos desse grupo são fabricados por diversas empresas, com diferentes produtos de marca registrada. Estima-se que existam até 25 empresas fabricando geogrelhas de poliéster do tipo fio revestido em todo o mundo.
A terceira categoria de geogrelhas é produzida por meio de soldagem a laser ou ultrassônica de hastes ou tiras de poliéster ou polipropileno em um padrão de grade. Atualmente, dois fabricantes produzem esse tipo de geogrelha.
O setor de geogrelhas é extremamente ativo, tanto na fabricação de novos produtos quanto no fornecimento de informações técnicas significativas para auxiliar o engenheiro de projetos [en].

## Equilíbrio ecológico
Normalmente, muros de contenção são construídos com concreto armado. Se uma superfície impermeável não for desejada, uma solução prática seria criar uma área de aterro (exceto para construções de barragens). Optar por solo reforçado com geogrelhas em vez de um muro de contenção de concreto armado também contribui para o equilíbrio ecológico. Enquanto as superfícies de muros de concreto armado não podem ser vegetadas, as superfícies de áreas de aterro reforçadas com geogrelhas podem receber vegetação.